# Zlatkov
Zlatkov (německy Slatkow) je vesnice, část obce Rožná v okrese Žďár nad Sázavou. Nachází se asi 2 km na severovýchod od Rožné. V roce 2009 zde bylo evidováno 71 adres. V roce 2001 zde trvale žilo 134 obyvatel.
Zlatkov je také název katastrálního území o rozloze 4,16 km2.